# Закон за Федералния резерв
Законът за Федералния резерв (на английски: Federal Reserve Act) е закон в Съединените щати, приет от Конгреса на 23 декември 1913 г., с който е създадена системата на Федералния резерв, която изпълнява функциите на централна банка на страната.
След няколко поредни циклични кризи, особено след тази от 1907 г., някои американски предприемачи започват да промотират идеята, че страната се нуждае от парична и банкова реформа. Законът е част от реформа на паричната система, инициирана от администрацията на президента Удроу Уилсън. Той е подписан от президента и влиза в сила в деня на приемането си, 23 декември 1913 г. 